# Associations et centres culturels musulmans du Québec
Les associations et centres culturels musulmans du Québec sont des regroupements à visée étudiante, politique, sociale ou encore culturelle destinés principalement aux membres de la communauté musulmane québécoise, originaires notamment d'Inde, du Pakistan, d'Algérie, du Maroc, de Tunisie ou du Liban.

## Historique
La première association islamique à avoir vu le jour au Québec est le Centre Islamique de Montréal. Ce centre a été érigé en 1958 par une communauté Pakistanaise de Montréal. Le président de cette association était Habibullah Khan. L’organisation était structurée comme une compagnie avec un directeur général et un comité exécutif. À la suite de ce premier pas en matière associative, plusieurs autres associations ont été créées au cours des années. Certaines associations se sont transformées ou ont changé de nom. Il en va de même pour le Centre Islamique de Montréal qui changea de nom pour devenir le Centre Islamique du Québec en 1965. Le Centre Islamique du Québec a travaillé à la fondation de la première mosquée au Québec. C’est en 1965 dans le quartier Ville St-Laurent de Montréal que la première mosquée fut érigée. De nos jours, la grande majorité de la communauté musulmane québécoise vit dans le grand Montréal. 
En raison de la croissance de la présence musulmane à travers le Canada, et notamment au Québec,, le Council of Muslim Communities of Canada est créé en 1975. Cet organisme avait pour but de rassembler les différentes communautés musulmanes du Canada. Au sein de cette organisation, il y avait des représentants des communautés de Montréal, Toronto, Calgary, Vancouver et plusieurs autres villes canadiennes.
De nos jours, plusieurs organisations pancanadiennes existent pour défendre les intérêts des communautés musulmanes. Une de ces associations est le Conseil National des Musulmans du Canada. Ce conseil a comme mission de protéger les droits civils des musulmans canadiens, de défendre les musulmans dans les médias si nécessaire et de faire des recommandations aux instances politiques concernées. Cette institution a vu le jour en 2000 et portait le nom du Conseil canadien des relations américano-islamiques.

## Perception des leaders communautaires sur leur rôle
Les leaders communautaires déclarent jouer un rôle important dans l’accueil des nouveaux arrivants (notamment d'Inde, du Pakistan, d'Algérie, du Maroc, de Tunisie ou du Liban) en prônant l’implication des membres de leurs communautés dans les institutions[Lesquelles ?] de la communauté d’accueil.
De plus, comme le souligne Ali Daher, les leaders communautaires ont comme objectif la protection et la survie de la communauté islamique québécoise et relient cela à la solidité de la communauté dans la société québécoise[pas clair].

## Communautés

### Communauté libanaise
La majeure partie de la communauté libanaise qui s’est établie dans la province de Québec l’a fait dans les années 1990. Ce fut la plus grande vague migratoire de la communauté musulmane. La guerre civile au Liban a créé cette vague migratoire. Curieusement, contrairement à la situation religieuse au Liban, la communauté shiite québécoise d’origine libanaise est minoritaire. 
La communauté libanaise est présente dans plusieurs grandes villes du Québec, comme la ville de Laval. Dans cette municipalité, les Libanais représentent 10,6% de la population locale. C’est à cet endroit que le Festival Libanais a lieu depuis 6 ans.
À Montréal, il y a le Centre Communautaire Musulman de Montréal qui représente une grande partie de la communauté libanaise de la métropole. Le centre offre plusieurs services à la communauté comme des cours d’arabe, les documents pour signer un contrat de mariage, un camp de jour, etc.

### Communauté maghrébine
Plusieurs associations et centres culturels représentent la communauté musulmane provenant de pays de la région du Maghreb. Une de ces associations est l’organisation Bel-Agir. Cette organisation a comme double objectif d’offrir du support spirituel à ses membres et d’offrir un encadrement pertinent à ses membres. La majorité de ses membres fondateurs proviennent d’un mouvement islamique non violent marocain. Leur implication dans la vie sociale est toujours liée à une réflexion religieuse. En ce sens, le centre prône des valeurs comme le bon voisinage avec les autres membres de la société québécoise. Ils organisent une multitude d’activités comme des conférences, des participations à des manifestations et un festival.  Le centre invite tous les membres de la communauté musulmane de Montréal à venir participer à leur activité. Les activités ne sont donc pas exclusivement réservées aux membres de Bel-Agir. 
C’est à la suite de leur immigration que le centre a été créé en 2002. Ce centre permet à la communauté de mieux intégrer les nouveaux arrivants. Compte tenu que 42% des nouveaux arrivants marocains sont arrivés au Québec après 1996, ce type de centre culturel est important dans l’intégration de ces arrivants. Il est important de noter que les membres du centre sont à majorité marocaine mais que d’autres pays du Maghreb sont représentés. Le centre joue le rôle de leader dans la communauté. De nos jours, il existe plusieurs branches du mouvement à travers le Québec. On retrouve ses branches à Montréal, Québec, Sherbrooke et en Outaouais.
De plus, il existe différents centres culturels pour représenter la communauté culturelle maghrébine. Par exemple, il y a le Centre Culturel Algérien qui a été fondé en 1999. Le but de cette association à but non lucratif est de donner des outils à la communauté pour bien s’adapter dans leur nouveau pays d’accueil. Il y a aussi le Centre de la Culture Maghrébine du Québec. L’objectif de ce centre est la diffusion de la culture maghrébine dans sa société d’accueil. Finalement, comme dernier exemple, il y a le Congrès Maghrébin du Québec qui a comme objectifs de promouvoir la culture maghrébine et de faire rayonner les individus membres de la communauté sur le plan professionnel, social et entrepreneurial.
En somme, les différentes associations et centres culturels musulmans maghrébins ont comme objectif de promouvoir la culture et d’offrir des services à la communauté. 

### Communauté de Montréal
À Montréal en 2005, 31% de la population montréalaise est issue de l’immigration. Considérant que l’Algérie et le Maroc sont respectivement 1er et 3e parmi les pays avec le plus haut taux d’immigrants au Québec, une importante partie de la population montréalaise est de confession musulmane. Ainsi, il y a eu une augmentation considérable de centres culturels, de mosquées et de salles de prière à Montréal. On évaluait qu’à Montréal en 2009 on comptait 66 mosquées ou centre de prières.
C’est dans ce contexte de boom démographique musulman que plusieurs centres voient le jour dont le Centre Coranique de Montréal. Ce centre fut pris dans la tourmente à plusieurs reprises à cause de son imam Saïd Jaziri. En effet, cet imam est interdit d’entrée au Canada de par ses positions controversées et son passé criminel. On l’accusait en 2015 de toujours tirer les ficelles de la Tunisie du Centre Coranique de Montréal .
Comme vu précédemment une multitude de centres culturels et d’associations ont pignon sur rue à Montréal. Ce qui fait de Montréal une plaque tournante pour la communauté musulmane du Québec. 

### Communauté de Québec
Le plus gros centre culturel islamique de Québec est le Centre Culturel Islamique de Québec (CCIQ). Ce centre a été fondé en 1985. La première association musulmane à avoir vu le jour à Québec est l’Association des étudiants musulmans de l’Université Laval. Cette association fut le premier pas qui a mené à la fondation du CCIQ. Comme le stipule le site de l’Université Laval, les activités du CCIQ ont comme but d’offrir un cadre de vie spirituelle et socioculturelle en harmonie avec la société québécoise.
La ville de Québec a été le théâtre d’actes haineux envers cette communauté musulmane. Le président du CCIQ, Mohammed Labidi a été victime d’un incendie criminel lorsque sa voiture a été incendiée en août 2017. Un autre évènement bien plus tragique est survenu à Québec en janvier 2017. Alexandre Bisonnette a ouvert le feu dans une mosquée de Québec. Cette attaque a mené à la mort de 6 personnes.

### Communauté à l’extérieur des grands centres
La communauté musulmane québécoise est aussi présente ailleurs au Québec. En effet, en raison de l’immigration, il y a de plus en plus d’associations musulmanes et de centres culturels islamiques. Par exemple, un centre culturel musulman a ouvert ses portes en 2017 à Rouyn-Noranda. À Sherbrooke, le lieu de culte musulman présent sur son territoire est perçu comme un excellent moyen d’inclusion sociale. Les groupes religieux permettent plusieurs rencontrent interculturelles qui favorisent l’intégration des nouveaux arrivants. Au Saguenay, depuis 1997, il existe une Association islamique du Saguenay-Lac-St-Jean. Cette association promeut un mode vie où les musulmans peuvent vivre selon leurs principes religieux, mais en harmonie avec la société d’accueil. Le centre culturel permet aux nouveaux arrivants de se familiariser avec la société d’accueil.

## Associations estudiantines
Au Québec, il existe également des associations musulmanes et centres culturels islamiques dans les milieux académiques.

### Association de l’Université Sherbrooke
À l’Université de Sherbrooke, l’Association des musulmans de l’Université de Sherbrooke existe depuis les années 1970. Récemment, elle a eu mauvaise presse, car plusieurs de ses anciens membres furent accusés d’être des membres de filiales terroristes par des journalistes ou par des forces policières locale ou étrangère,. 

### Association de l’Université Laval
L’Association des étudiants musulmans de l’Université Laval a été fondée en 1971. À l’occasion, elle se fait demander son avis sur des enjeux d’actualités qui concernent les musulmans de Québec. Par exemple, elle a dû s’exprimer sur l’attentat de la mosquée de Québec et sur les propos de l’imam Hamza Chaoui,

## Conflit
Les associations culturelles participent au débat public. Par contre, à l’occasion, leurs avis diffèrent sur des débats de société, notamment en ce qui concerne la loi 21, entrée en vigueur en juin 2019, qui interdit le port de signe ostentatoire pour les employés de la fonction publique en position d’autorité provoque des tensions au sein des communautés musulmanes. D'une part, différents groupes d’intérêt comme le Conseil National des Musulmans Canadiens clament qu’ils sont prêts à tout pour contester cette loi. D'autre part, il y a l’Association des musulmans et des arabes pour la laïcité du Québec (AMAL) qui soutiennent cette loi.